# Центр Симона Візенталя
Центр Симона Візенталя (івр. מרכז שמעון ויזנטל, англ. Simon Wiesenthal Center, SWC) — неурядова організація, діяльність якої спрямована на захист прав людини, боротьбу з тероризмом, антисемітизмом і вивчення Голокосту. Центр був заснований в Лос-Анджелесі (США) в 1977 році. Фундатором Центру та його нинішнім керівником є рабин Марвін Хіер.
Центр отримав ім'я Симона Візенталя — громадського діяча, засновника Центру єврейської документації в Австрії і «мисливця за нацистами». Сам Візенталь не брав участі ні в заснуванні Центру, ні в його роботі. Тим не менш, Візенталь говорив: «За своє життя я отримував багато нагород. Коли я помру, ці нагороди помруть зі мною. Але Центр Симона Візенталя буде жити як моя спадщина».
Відділення Центру Симона Візенталя працюють у Нью-Йорку, Маямі, Торонто, Єрусалимі, Парижі та Буенос-Айресі.
1984 року Центр розпочав інформаційну війну та переслідування колишніх вояків Української дивізії «Галичина».

## Освітня та громадська діяльність
У 1993 році Центр Симона Візенталя відкрив Музей толерантності (англ. Museum of Tolerance), присвячений проявам упередження і нетерпимості. Більшу частину музею займає мультимедійна експозиція, що розповідає про Голокост.
Центр і його керівник Марвін Хіер виробляють документальні фільми на різні теми, пов'язані з історією євреїв. Два документальні фільми — «Геноцид» (1981) і «Довга дорога додому» (1997), в яких Хіер виступив співпродюсером, отримали премію «Оскар».
Відомим працівником Центру є історик Ефраїм Зурофф, який публікує праці про Голокост у країнах Східної Європи, за що був відзначений державними нагородами кількох держав.
Засудив вшанування Ярослава Гуньки в парламенті Канади.

## Пошук злочинців Голокосту
Однією з найвдаліших операцій центру був пошук угорського нацистського злочинця Ласло Чатарі, якого звинувачували у організації масових облав на євреїв і відправку 15700 осіб у табори смерті у 1941—1945. Працівники центру відшукали Ласло у Будапешті у 2011, після чого він був затриманий угорськими правоохоронцями, але помер під час судового розгляду справи.

## Критика
Існують різні оцінки діяльності Симона Візенталя та Центру його імені. Зокрема, Юрій Покальчук стверджував, що Візенталь називав українців «генетичними антисемітами».